# Центральна міська бібліотека імені Т. Г. Шевченка для дітей (Київ)

## Адреса
03056, м. Київ, проспект Перемоги, 25А

## Характеристика
Щорічно всіма підрозділами бібліотеки обслуговується понад 18 тис. користувачів, видається понад 355 тис. примірників літератури, кількість відвідувань становить 160 тис., організовується та проводиться понад 500 масових заходів.

## Історія бібліотеки
Центральна бібліотека ім. Т. Г. Шевченка для дітей м. Києва — один з головних бібліотечних осередків столиці України. Її статус визначено Урядом України як науково-дослідного, інформаційного та консультативного центру з питань культурного розвитку дітей міста Києва.
Бібліотека створена у 1919 році за клопотанням відомих діячів культури — П. Г. Тичини та В. К. Магеровського. Певний час тут працював бібліотекарем сам Павло Григорович Тичина. У квітні 1920 року за його пропозицією бібліотеці було присвоєно ім'я Тараса Григоровича Шевченка.
На той час при бібліотеці були організовані та діяли літературний та хоровий гуртки, першим керівником яких був Григорій Верьовка, в майбутньому — видатний український композитор, керівник українського народного хору.
З перших років свого існування бібліотека стала провідником слова та ідей великого сина української землі — Тараса Шевченка.
У 1924 році фонд бібліотеки становив 4000 примірників, на кінець 1940 р. він налічував вже 18 500, читачів — майже 3000. На той час бібліотека розташовувалась у невеличкому приміщені по вулиці Кузнечній, 107 (тепер — вул. Антоновича). У березні 1973 року бібліотека
отримала нове приміщення на проспекті Брест-Литовському, (тепер — проспект Перемоги, 25А), де і знаходиться зараз.
З 1978 року в бібліотеці створено централізований відділ комплектування, обліку та організації бібліотечних фондів, який сьогодні комплектує 47 бібліотек для дітей та 5 дитячих відділів бібліотек для дорослих міста Києва. Це дало можливість не тільки забезпечити раціональне використання коштів на комплектування та позбутися дублювання фондів при розподілі літератури, але й створити зведений довідковий апарат на весь єдиний книжковий фонд дитячих бібліотек міста, який станом на 01.01.2012 р. налічував понад 1,5 млн примірників, а книжковий фонд Центральної бібліотеки ім. Т. Г. Шевченка для дітей м. Києва — понад 100 тис. примірників.
З 1993 року розпочато роботу по створенню електронного каталогу нових надходжень всього фонду дитячих бібліотек міста Києва [Архівовано 29 серпня 2014 у Wayback Machine.] на 2014 рік (каталог нараховує понад 76 тис. записів).
Зараз у відділах бібліотеки автоматизовані 80 % робочих місць, об'єднаних у єдину локальну мережу. Це значно покращує якість роботи, прискорює обслуговування читачів, удосконалює виконання операцій з комплектування, обліку та бібліотечного опрацювання літератури.
Сформовані і постійно поповнюються бази даних періодичних видань «Періодика» та «Шевченкіана».
З 2003 року для користувачів бібліотеки безкоштовно працює Інтернет-центр, який у 2013 році поповнився п'ятьма кольоровими планшетами із бездротовим підключенням до мережі Інтернет Wi-Fi.
Функціонує інформаційно наповнений сайт www.shevkyivlib.org.ua.
З 2013 року у межах впровадження та реалізації проекту нашої бібліотеки «Електронна книга» у читальних залах відділів обслуговування читачі мають можливість безкоштовно користуватися 12-ма електронними пристроями для читання Pocketbook, які містять легальний електронний контент, і Wi-Fi-підключенням до мережі Інтернет.
Зараз Центральна бібліотека ім. Т. Г. Шевченка для дітей м. Києва є основним книгосховищем, безцінною
скарбницею, базою для підвищення кваліфікації бібліотекарів, які працюють у школах та бібліотеках столиці та інших містах України, а також навчально-методичним центром Київського університету імені Бориса Грінченка та Київського національного університету культури і мистецтв.
Традиційним стало проведення циклу заходів «Шевченківський березень», що збирає в стінах бібліотеки шанувальників творчості поета. Зв'язки із Всеукраїнським благодійним культурно-науковим фондом Т. Г. Шевченка, Національним музеєм Тараса Шевченка, Відділенням Національного музею Тараса Шевченка «Хата на Пріорці», налагодження зв'язків з посольствами різних країн дало можливість проводити конкурс на найкраще читання поезії Т. Г. Шевченка «Іду з дитинства до Тараса», декламування поетичної спадщини митця багатьма мовами світу за участю представників посольств, презентацію «Кобзарів» Т. Г. Шевченка з фондів бібліотеки, виставки творчих робіт Центру позашкільної роботи Святошинського району м. Києва.
Вже традиційним стало святкування щорічного Всеукраїнського тижня дитячого читання, мета якого — залучити дітей до читання книжок, невичерпних джерел національної культури, перетворити бібліотеку на осередок радісного спілкування читачів-дітей з дитячими письменниками, видавництвами.
Впродовж останніх років у бібліотеці проводиться конкурс дитячої творчості «Київ та кияни очима дітей». Кожна дитина передає своє відчуття краси і неповторності старовинного та сучасного Києва, використовуючи різні види мистецтва (поезію, прозу, малюнки та ін.).
Одним з головних напрямків роботи з читачем є популяризація найкращих творів української та світової літератури. Тож, у бібліотеці постійно проходять літературні знайомствазаходи, присвячені письменникам-ювілярам, видатним діячам культури і мистецтва тощо. З метою передачі юним читачам невичерпного скарбу народної мудрості багато уваги приділяється народознавчій тематиці. У бібліотеці постійно проходять бесіди, огляди літератури, свята.
У рамках проекту «Я такий же, як і всі» особливу увагу бібліотека приділяє роботі з дітьми з особливими потребами. Постійними гостями нашої читальні є вихованці школи-інтернату № 2 для дітей з вадами розумового розвитку.
З 2012 року ЦБ ім. Т. Г. Шевченка для дітей м. Києва під гаслом «Від серця до серця» співпрацює з Національною дитячою спеціалізованою лікарнею «Охматдит», організовуючи маленьким пацієнтам змістовне дозвілля до
різноманітних свят.
Сьогодні бібліотека є не тільки центром формування і задоволення інформаційних потреб читачів, а й організації змістовного дозвілля. У 2012 році свою роботу розпочав Центр дозвілля «Дитяча країна», у рамках якого на безоплатній основі діють гуртки: «Дивосвіт» (мистецтво оригамі), «Клуб юних натуралістів», «Веселий пензлик» (малювання), «Український віночок» (аплікація), «Лімпопо» (акторська майстерність); ляльковий театр «Казкарик», відеоклуб «CINEMA», народознавча експозиція «Українська хата»; проводяться майстер класи, родинні свята.
На базі бібліотеки діє краєзнавчий клуб «Досвіт», створений спільно із Всеукраїнською спілкою краєзнавців та Ліцеєм № 142 Солом'янського району м. Києва.
З метою сприяння всебічному розвитку дитини, налагодження міжнародних зв'язків, інтеграції у світовий інформаційний простір діє програма віртуальних подорожей «Міста-побратими Києва».
Спільно із дитячими бібліотеками міста працівники нашої читальні започаткували ще один напрямок в роботі — бібліотечно-краєзнавчі читання «Мій чудовий рідний край».
Впродовж років завдяки творчому підходу до роботи з читачами, залученню до книжкових фондів найкращих зразків української та зарубіжної літератури, співпраці з різноманітними громадськими організаціями, видавництвами, центрами дитячого дозвілля, бібліотека завоювала авторитет та повагу громадськості.
І сьогодні Центральна бібліотека ім. Т. Г. Шевченка для дітей м. Києва завдяки професіоналізму співробітників, їх відданості своїй справі, яскравим заходам долучає маленьких киян та їх батьків до чарівного світу книги та читання.
Кожного дня ми творимо історію разом з нашими читачами.

## Керівник бібліотеки
- Директор — Біленко Яна Борисівна